# Skrzep
Skrzep – struktura wytworzona przez składniki krwi (głównie z fibryny) w celu zatamowania krwawienia i reperacji uszkodzonego naczynia krwionośnego. Powstaje w procesie krzepnięcia po wylaniu się krwi poza naczynia w ognisku krwotocznym. Pomaga w utrzymaniu hemostazy.
Skrzep, który powstanie wewnątrz naczynia krwionośnego, określany jest jako zakrzep i jest stanem patologicznym, który może doprowadzić nawet do śmierci, jeżeli powstanie w ważnej arterii.
Skrzepy w naczyniach krwionośnych tworzą się po śmierci. Czerwone skrzepy pośmiertne świadczą o nagłej śmierci, zaś białe i bursztynowe (bez czerwonych krwinek i hemoglobiny) o długim konaniu.